# Krevska unija
Krevska unija ali Krevska listina (litovsko Krėvos sutartis, poljsko  Unia w Krewie) v ožjem pomenu je sklop predporočnih obljub, ki jih je na gradu Kreva 14. avgusta 1385 dal veliki litovski knez Jogaila v zvezi s svojo načrtovano poroko z mladoletno vladajočo poljsko kraljico Jadwigo. 
V zgodovinopisju se izraz Krevska unija pogosto ne nanaša samo na listino kot tako, temveč tudi na celoten sklop dogodkov v letih 1385–1386. Po pogajanjih leta 1385 se je Jogaila pokristjanil, se poročil z Jadwigo in bil leta 1386 okronan za poljskega kralja Vladislava II. Z njegovim kronajem se je začela štiristo let trajajoča skupna zgodovina obeh narodov. Po letu 1569 se je unija razvila v novo državo, poljsko-litovsko Republiko obeh narodov, ki je trajala do tretje delitve Poljske leta 1795. 

## Ozadje

### Stanje na Poljskem
Kralj Ludvik I. Ogrski je 10. septembra 1382 umrl. Ker je imel samo dve živi hčerki, Marijo, rojeno okoli leta 1382, in Jadvigo, rojeno okoli leta 1373, je na Poljskem nastala nasledstvena kriza. Kandidati za naslednika prestola so bili Marijin zaročenec Sigismund Luksemburški, mazovski vojvoda  Sjemovit IV. in Vladislav Opolczyk. Marijo in njenega zaročenca so poljski plemiči zavrnili, ker niso želeli nadaljevati personalne unije z Ogrsko kraljevino. V Veliki  Poljski se je začela kratkotrajna državljanska vojna med tekmeci za poljski prestol. Po dolgih pogajanjih z Jadvigino materjo in ogrsko regentko Elizabeto Bosansko je Jadviga prišla v Krakov in bila 15. oktobra 1384 kronana za poljskega kralja in ne za kraljico, da bi poudarili njene pravice do poljske krone. Jadviga je zdaj potrebovala še primernega moža. Zaročila se je z Viljemom Avstrijskim, ki je poleti 1385 pripotoval na Poljsko, da bi konzumiral predlagano poroko in jo predstvil kot nepreklicno dejstvo. Uspelo mu je priti do Vavela, od koder so ga poljski plemiči na silo odstranili. Še vendo ni jasno ali se je poročil ali ne, vendar so pristranski avstrijski viri Jadvigo  stalno obtoževali bigamije. Malopoljski plemiči Spytek iz Melsztyna, Jan iz Tarnova in Jan Tęczyński, so predlagali, naj se Jadviga poroči z velikim litovskim vojvodom Jogailo.

### Stanje v Litvi
Veliki litovski vojvoda je leta 1377 umrl in prestol prepustil svojemu sinu Jogaili, ki je nasledil veliko državo, naseljeno s poganskimi Litovci in pravoslavnimi Rusini.  Litva se je v zadnjem stoletju stalno branila pred tevtonskimi vitezi, vojaškim križarskim redom, zadolženim za pokristjanjenje Litve. Jogaila se je zavedal, da je pokristjanjenje neizogibno in čakal na najboljšo priložnost. Sporazum iz Dobyse, sklenjen leta 1382 s tevtonskimi vitezi, je vseboval tudi določilo,  da se bodo Litovci pokristjanili v naslednjih štirih letih, vendar sporazum ni bil nikoli ratificiran. Sprejeti krščanstvo od stoletnega sovražnika je bilo nevarno in nepriljubljeno  in bi lahko potisnilo Litvo v odvisnost od vitezov. Leta 1384 je Jogaila preučil drugo možnost, ki jo je predstavila Velika moskovska knežvina in posredovala njegova pravoslavna mati Uljana Tverska: spreobrnitev v pravoslavje in poroka s Zofijo, hčerko Dmitrija Donskega. Ker ni bilo pravoslavje v očeh katolikov nič boljše od poganstva, ga takšna spreobrnitev ne bi zaščitila pred napadi tevtoncev. Tretja možnost, ki so jo predstavili poljski plemiči, se je izognila nevarnim pastem tevtonskih in moskovskih predlogov.

## Unija

### Pogajanja
Odnosi med Poljsko in Litvo niso bili posebej prijateljski. Državi sta bili zaveznici še preden je Jogailova teta Aldona leta 1325 postala poljska kraljica. Med  seboj sta se spopadali v več desetletij trajajočih gališko-volinskih vojnah, vendar sta videli tudi priložnosti za povrnitev ozemlja, izgubljenega v korist Ogrske. Tevtonske viteza sta obe državi  obravnavali kot skupnega sovražnika.
Kdo in kdaj je Jogailo predlagal za Jadvginega ženina, ni znano. Nekateri namigi kažejo, da so se načrtovanja in pogajanja morda začela že leta 1383. Jogaila je na primer napadel mazovskega vojvodo Sjemovita IV., ko je predložil svoje zahteve za poljski prestol. Ko so litovski odposlanci prisostvovali Jadviginemu kronanju jeseni 1384, je bila Jogailova kandidatura za njenega moža že splošno znana.
Jogaila je sredi leta 1385 poslal na Poljsko uradno delegacijo, v kateri so bili njegov brat Skirgaila, vojvoda Boris (verjetno  njegov bratranec in Karijotasov sin) in trgovec Hanul iz Rige. Hanul je pomagal Jogaili ponovno osvojiti Vilno v litovski državljanski vojni (1381–1384) in zastopal interese trgovcev, ki so v trgovanju med državama videli veliko možnosti. Predstavniki so se najprej pojavili pred poljskim plemstvom v Krakovu in zatem pred Jadvigino materjo, kraljico Elizabeto v Budimu. V Litvo je bila poslana poljska delegacija, v kateri sta bila dva Elizabetina predstavnika in trije poljski plemiči. Po vrnitvi litovske delegacije je Jogaila pisno potrdil vse obljube, dane Poljski. Listina je zdaj znana kot Krevska unija.

### Vsebina
Dokument je bil naslovljen na kraljico Elizabeto in poljsko delegacijo. Jogaila je na kratko opisal poslanstvo litovske delegacije in se v zameno za poroko z Jadvigo strinjal z naslednjim:
- pokristjanjenje Litve: spreobrnitev poganskega Jogaile, litovskega plemstva in vseh poganskih Litovcev v rimsko katolištvo
- plačilo 200.000 forintov avstrijskemu vojvodi Viljemu za prekinitev njegove zaroke z Jadvigo
- vrnitev vseh v vojnah izgubljenih ozemelj Poljski, zlasti Rdeče Rutenije ki jo je Ludvik I. Ogrski priključil k Ogrski
- osvoboditev vseh 40.000 krščanskih vojnih ujetnikov, ki so bili v ujetništvo v Litvi
- priključitev litovskih in rusinskih ozemelj k poljski kroni

Listino so s svojimi pečati potrdili Jogilovi bratje Skirgaila, Kaributas in  Lengvenis in bratranec Vitold, ker je obljube dala in potrdila samo ena stran 
Litovski zgodovinar Jūratė Kiaupienė domneva, da listina ni bila dokončen mednarodni sporazum. Dokončna različica sporazuma naj bi bila objavljena v nekem drugem dokumentu.

## Posledice

### Poroka in pokristjanjenje Litve
11. januarja 1386 je poljska delegacija v Vawkavysku Jogaili  predstavila predvolilni sporazum, v katerem je bila tudi izjava, da se poljsko plemstvo strinja, da ga izvoli za svojega novega kralja. Volitve so se zaključile 1. februarja v Lublinu. 12. februarja so Jogaila in njegovi sorodniki prispeli v Krakov, kjer jih je tri dni kasneje v stolnici na Wawelu krstil Bodzanta, škof Gniezna. Jogailo so krstili za Vladislava v čast Jadviginega starega očeta Vladislava I. Slokega, predzadnjega Pjasta. Jogaila in Jadviga sta se poročila 18. februarja, njegovo kronanje pa je bilo 4. marca. Zaradi negativne propagande Viljema Avstrijskega in tevtonskih vitezov papež Urban VI. (1378–1389) poroke ni potrdil. Legitimnost zakona je razglasil njegov naslednik  Bonifacij IX. (1389–1404).
Jadviga in Jogaila sta takoj po poroki in kronanju odšla v Galicijo, kjer sta porazila ogrsko vojsko in zasedla približno 97.000 km² zahodnega Podolja. Jogailov starejši brat  Andrej Polocki je izkoristil njegovo odsotnost in obnovil borbo za litovski prestol. On sam je napadel jugovzhod Polocka, Livonski red Vojvodino Litvo, Svjatoslev Smolenski pa Mstislava. Upor je bil hitro zadušen.
Konec leta 1386 se je Jogaila vrnil v Vilno, da bi izpolnil svojo drugo obljubo – spreobrnitev Velike litovske kneževine v katoliško vero. S seboj je pripeljal 
nekaj duhovnikov, ustanovil prvih sedem župnij in po besedah Jana Długosza celo osebno prevedel Gospodovo molitev in Apostolsko veroizpoved v litovski jezik. Spreobrnjenci so bili množično krščeni, nekaj maleg podučeni in nagrajeni z volnenimi srajcami. Naglica je bila kasneje kritizirana na Konstanškem koncilu.
17. februarja 1387 je Jogaila razglasil, da bo v Vilni zgradil stolnico. Papeža je prosil za ustanovitev škofije Vilna, ki jo je bogato obdail z zemljiškimi posestmi v Tauragnaju, Labanorasu in Molėtaju. S privilegijema, izdanima 20. februarja in 4. marca 1387, je plemičem, ki se bodo krstili, podelil dodatne pravice, Vilni pa magdeburško pravico. Vse to ni služilo samo kot spodbuda za spreobrnitev, ampak je tudi izenačilo pravice poljskega in litovskega (katoliškega) plemstva.

### Poljsko-litovska unija
Jogaila je v Litvi za svojega regenta pustil brata Skirgailo, ki ni bil priljubljen. Litovsko plemstvo mu je zamerilo naraščanje poljskega vpliva v nihovi kneževini. Brat Vitold je izkoristil priložnost in obnovil svojo borbo za oblast. Izbruhnila je nova državljanska vojna (1389–1392), ki se je končala z Ostrovskim sporazumom, s katerim je Vitold postal litovski veliki vojvoda, Jogaila pa je zadržal pravico njegovega vazalnega gospoda.  Vitold je v sodelovanju z Jogailo samostojno vodil notranje in zunanje zadeve Litve.
Slaven primer poljsko-litovskega sodelovanja je bila odločilna zmaga v bitki pri Grunwaldu leta 1410 proti tevtonskemu viteškemu redu. Poljsko-litovske odnose in Vitoldovovo  neodvisnost sta formalizirali Vilenska in Radomska unija (1401) in Horodska unija (1413). Velika litovska  vojvodina je z njimi  ohranila svojo suverenost.
Trajno zvezo med Kraljevino Poljsko in Veliko litovsko vojvodino je ustvarila šele Lublinska unija leta 1569, s katero je bila ustanovljena zvezna Republika obeh narodov. Ustava s 3. maja 1791 je razglasila, da sta obe državi zdaj ena država,  vendar je bilo to z amandmaji 20. oktobra odpovedano. Z njimi je bilo določeno samo vzajemno jamstvo obeh narodov.
Državi sta se kmalu oblikovali vsaka zase  in sta večino 19. stoletja preživeli pod Rusijo, čeprav upravno ločeni. V začetku 20. stoletja sta se obe osamosvojili in se v vseh pogledih povsem ločili.